# Mārtanda

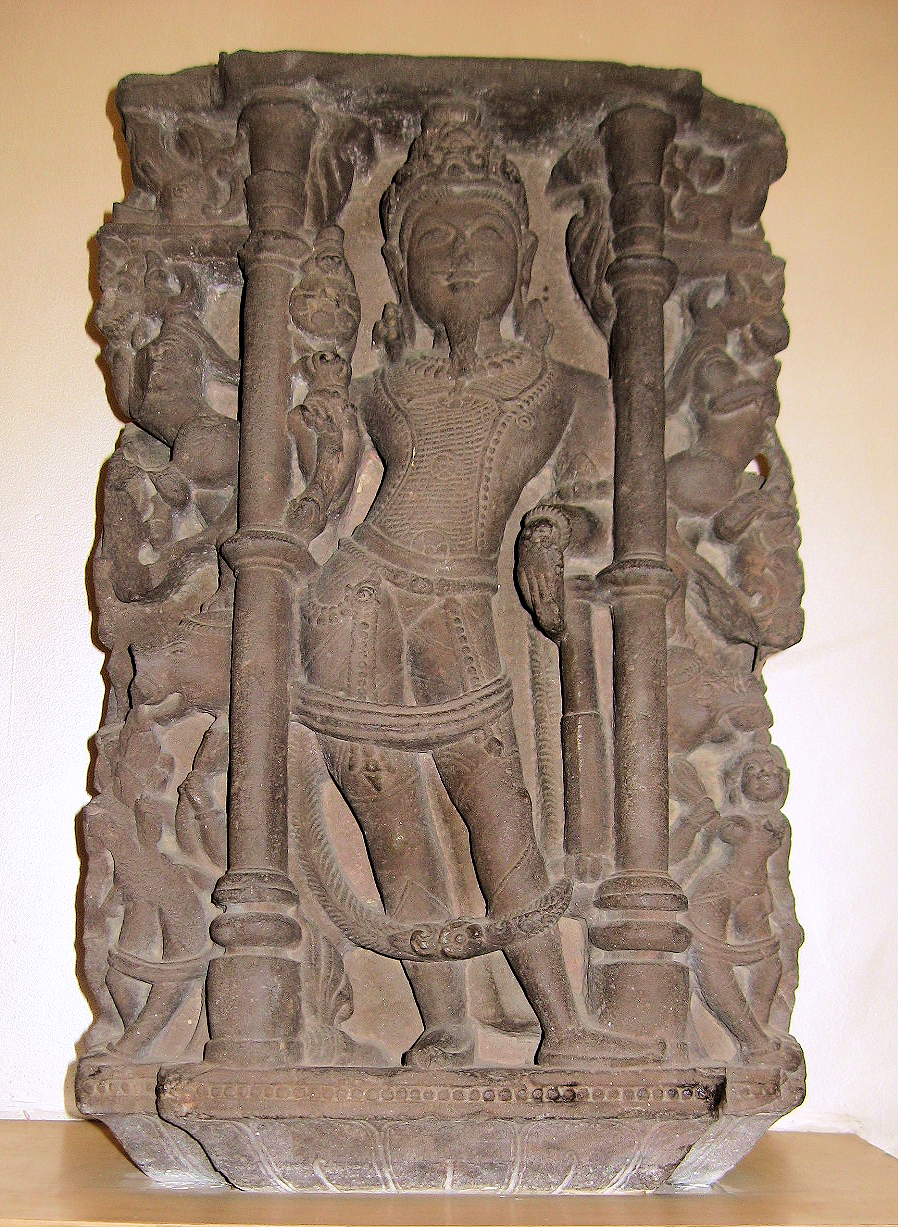
Martanda, dinastia Gahadavala, XII secolo d.C.

Mārtanda (devanagari: मार्तंड, IAST: Mārtanda) è una divinità della religione vedica. È identificato nel Rigveda come l'ottavo Āditya, le divinità solari figlie di Aditī e Kaśyapa.
Mārtanda rappresenta il Sole morente, ovvero il sole del tramonto dopo che è sceso al di sotto della linea dell'orizzonte. Etimologicamente, il termine deriva dal sanscrito mārta, ovvero "morente", termine connesso con il verbo mri, "morire".
Nell'induismo moderno, il dio è perlopiù assimilato alla principale divinità solare Sūrya. Ad Anantnag, nello stato indiano di Jammu e Kashmir, si trova un tempio dell'VIII secolo d. C. dedicato a Mārtanda.